# Kozacki Ruch Narodowowyzwoleńczy
Kozacki Ruch Narodowowyzwoleńczy (ros. Казачье национально-освободительное движение, KNOD) – emigracyjne kozackie ugrupowanie polityczne działające w II poł. lat 30. i w okresie II wojny światowej

## Zarys historyczny
Wśród kozackich białych emigrantów w okresie międzywojennym nie było jedności. Większa część Kozaków grupowała się wokół swoich przywódców – atamanów Wojska Dońskiego, Kubańskiego, Terskiego i Astrachańskiego gen. M.N. Grabbe, gen. W.G. Naumienko, gen. G.A. Wdowienko i gen. N.W. Liachowa. Natomiast mniejsza część, ale bardziej aktywna politycznie, utworzyła w poł. lat 30. w Czechosłowacji Kozackie Centrum Narodowe, przemianowane wkrótce na Kozacki Ruch Narodowo-Wyzwoleńczy. Na jego czele stanął Wasilij Głazkow. KNOD głosił hasła nacjonalistyczne i separatystyczne oraz zdecydowanie antykomunistyczne i antysowieckie. Opowiadał się za wywalczeniem niezależnego państwa kozackiego Kazakia (Казакия), zajmującego obszar wszystkich kozackich ziem ("от Сана и до океана"). W swojej walce Kozacy z KNOD widzieli za sojuszników nacjonalistów ukraińskich i górali kaukaskich. Ich głównym wrogiem – oprócz Sowietów – był też cały naród rosyjski reprezentujący tendencje imperialne. W okresie II wojny światowej KNOD związał się z Niemcami, licząc, że z ich pomocą utworzy własne państwo. Występował jako lider emigracyjnego ruchu kozackiego. Jego przedstawiciele współuczestniczyli w formowaniu kozackich oddziałów wojskowych w służbie niemieckiej armii, a także przygotowywali i wysyłali kadry dla administrowania zdobytymi przez wojska niemieckie ziemiami zamieszkanymi przez Kozaków.